# Hypsiboas pellucens
Hypsiboas pellucens là một loài ếch thuộc họ Nhái bén.
Loài này có ở Colombia và Ecuador.
Môi trường sống tự nhiên của chúng là rừng ẩm vùng đất thấp nhiệt đới hoặc cận nhiệt đới, đầm nước, đầm nước ngọt, vườn nông thôn, các vùng đô thị, rừng trước đây suy thoái nghiêm trọng, và ao.